# 西尾泉
西尾 泉（にしお いずみ、1949年 - ）は、日本の物理学者。青山学院大学理工学部名誉教授。生物物理学や高分子物理学が専門。

## 略歴
- 1949年 - 東京都で生まれる
- 1978年 - 東京大学大学院理学系研究科物理学専攻修了、マサチューセッツ工科大学物理学科の研究員に就任
- 1982年 - ボストン大学物理学科研究助教授に就任
- 1985年 - 青山学院大学理工学部物理学科助教授に就任
- 1991年 - 青山学院大学理工学部物理学科教授に就任
- 2004年 - 学科改組にともない、青山学院大学理工学部物理・数理学科教授に就任

## 関連人物
- 和田昭允
- 田中豊一 - マサチューセッツ工科大学時代の研究室の教授